# Kilian Pramstaller
Kilian Pramstaller (* 18. August 2002) ist ein österreichischer Skirennläufer. Er ist auf die technischen Disziplinen Riesenslalom und Slalom spezialisiert.

## Karriere
Pramstaller stammt aus Lienz in Osttirol und startet für den dortigen Skiclub. Sein internationales Renndebüt gab er am 19. November 2018 bei einem Juniorenrennen in Sulden am Ortler. Einen ersten Achtungserfolg erzielte er bei den Juniorenweltmeisterschaften 2022 im kanadischen Panorama Mountain Village als in der Alpinen Kombination als vierter nur knapp eine Medaille verpasste. Bis zu diesem Zeitpunkt war Pramstaller hauptsächlich bei FIS-Rennen an den Start gegangen. In weiterer Folge feierte er sein Europacupdebüt und konnte sich dort auf Anhieb in den Top 30 etablieren.
Am 25. Januar 2022 gab Pramstaller sein Weltcupdebüt beim Slalom von Schladming. Seine ersten Weltcuppunkte gewann Pramstaller am 3. März 2024 beim Slalom von Aspen.

## Privates
Pramstaller ist der Sohn des ehemaligen Snowboardweltmeisters Helmut Pramstaller.

## Erfolge

### Weltcup
- 1 Platzierung unter den besten 30

### Juniorenweltmeisterschaften
- Panorama 2022: 4. Alpine Kombination, 8. Slalom, 22. Riesenslalom, 26. Super-G
- St. Anton 2023: 18. Riesenslalom, DNF Slalom

### Europacup
- 4 Platzierungen unter den besten 10

### South American Cup
- 2 Platzierungen unter den besten 10

### Weitere Erfolge
- 2 Siege bei FIS-Rennen